# Källmossa
Källmossa (Philonotis fontana) är en bladmossart som beskrevs av Bridel 1827. Källmossa ingår i släktet källmossor, och familjen Bartramiaceae. Arten är reproducerande i Sverige. Inga underarter finns listade i Catalogue of Life.

## Bildgalleri

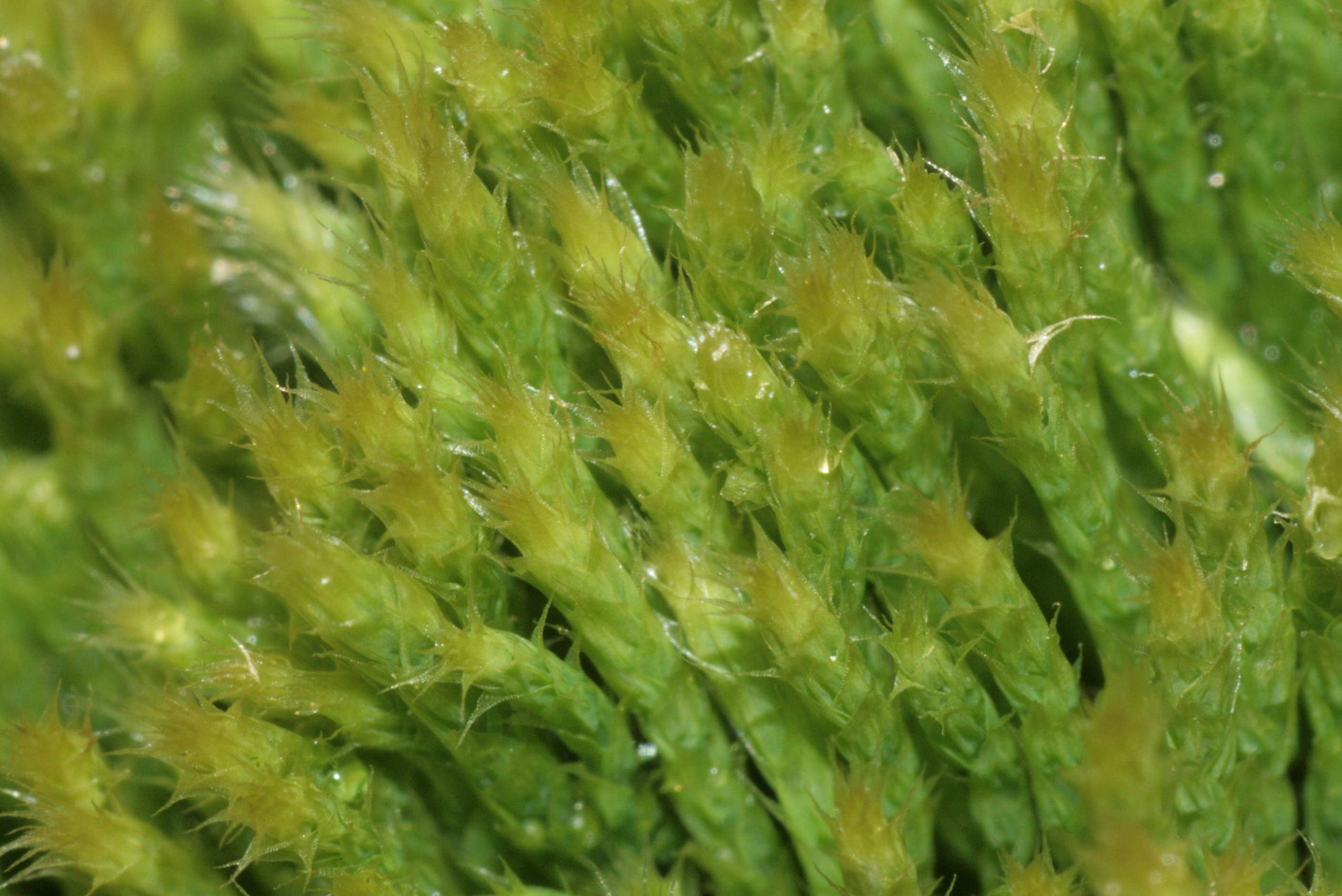
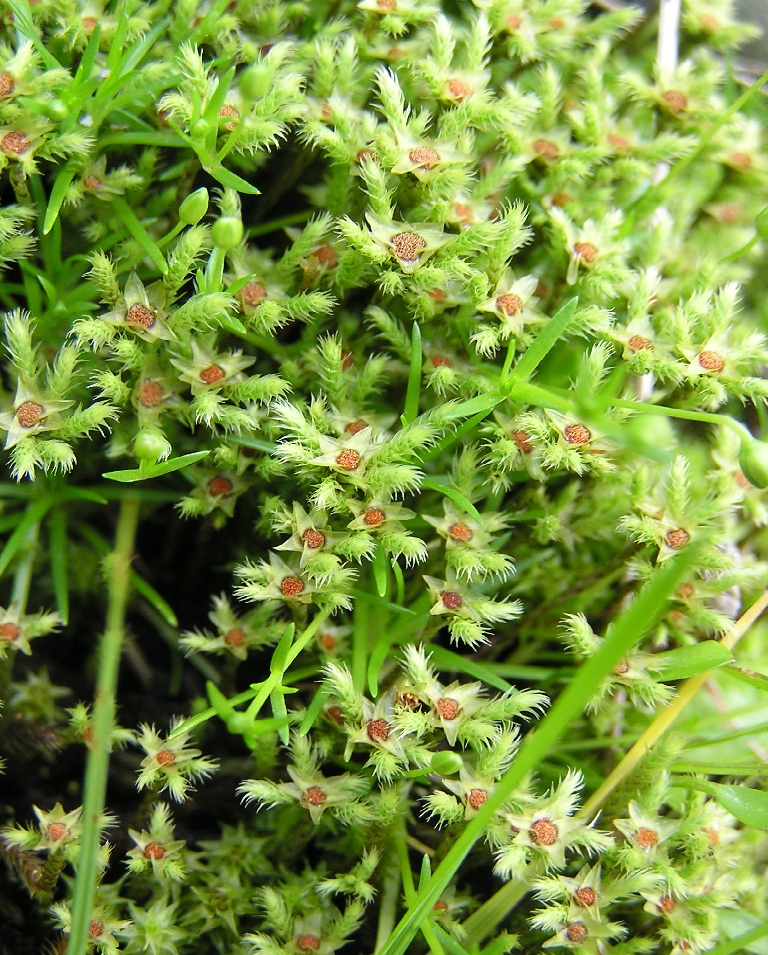
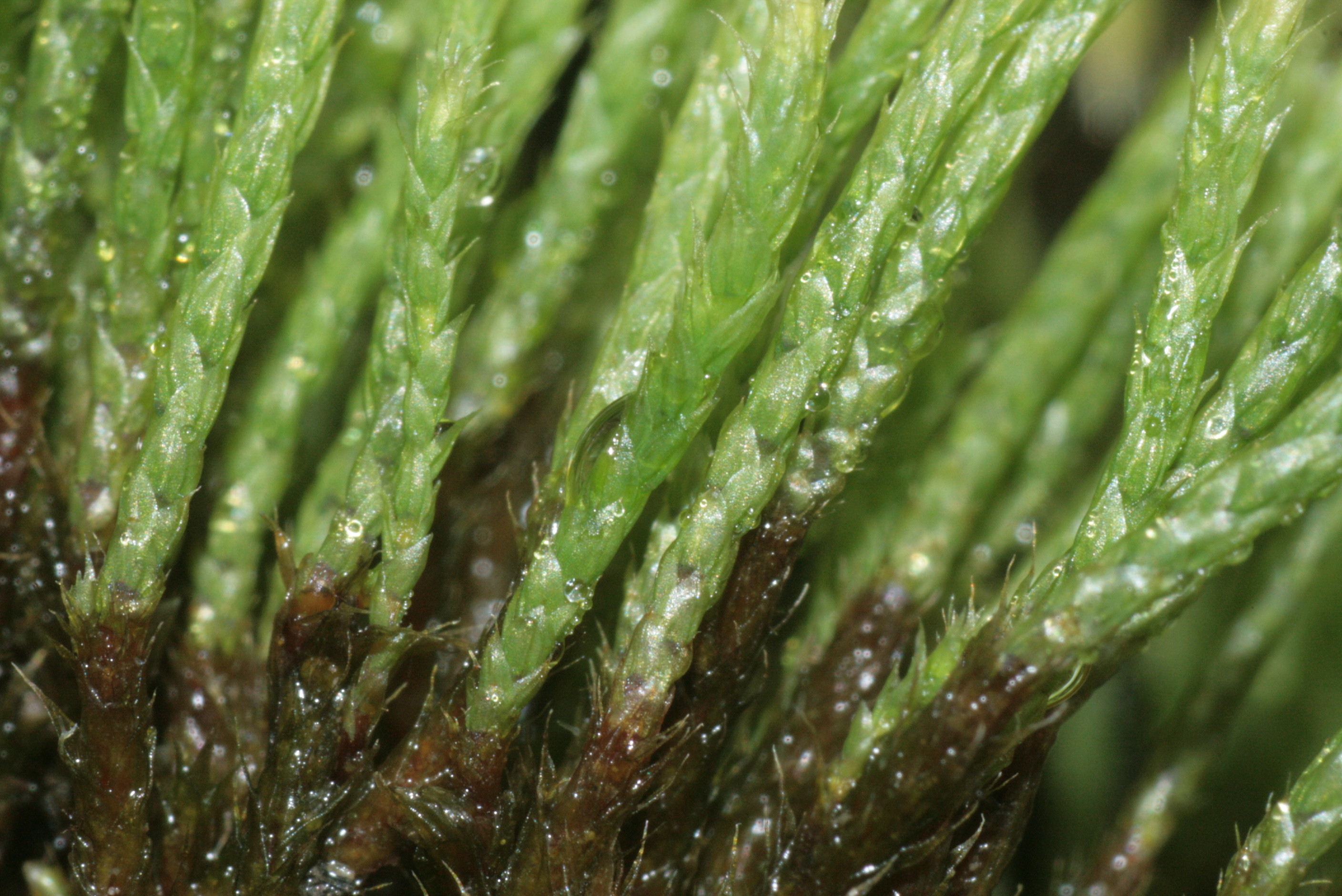
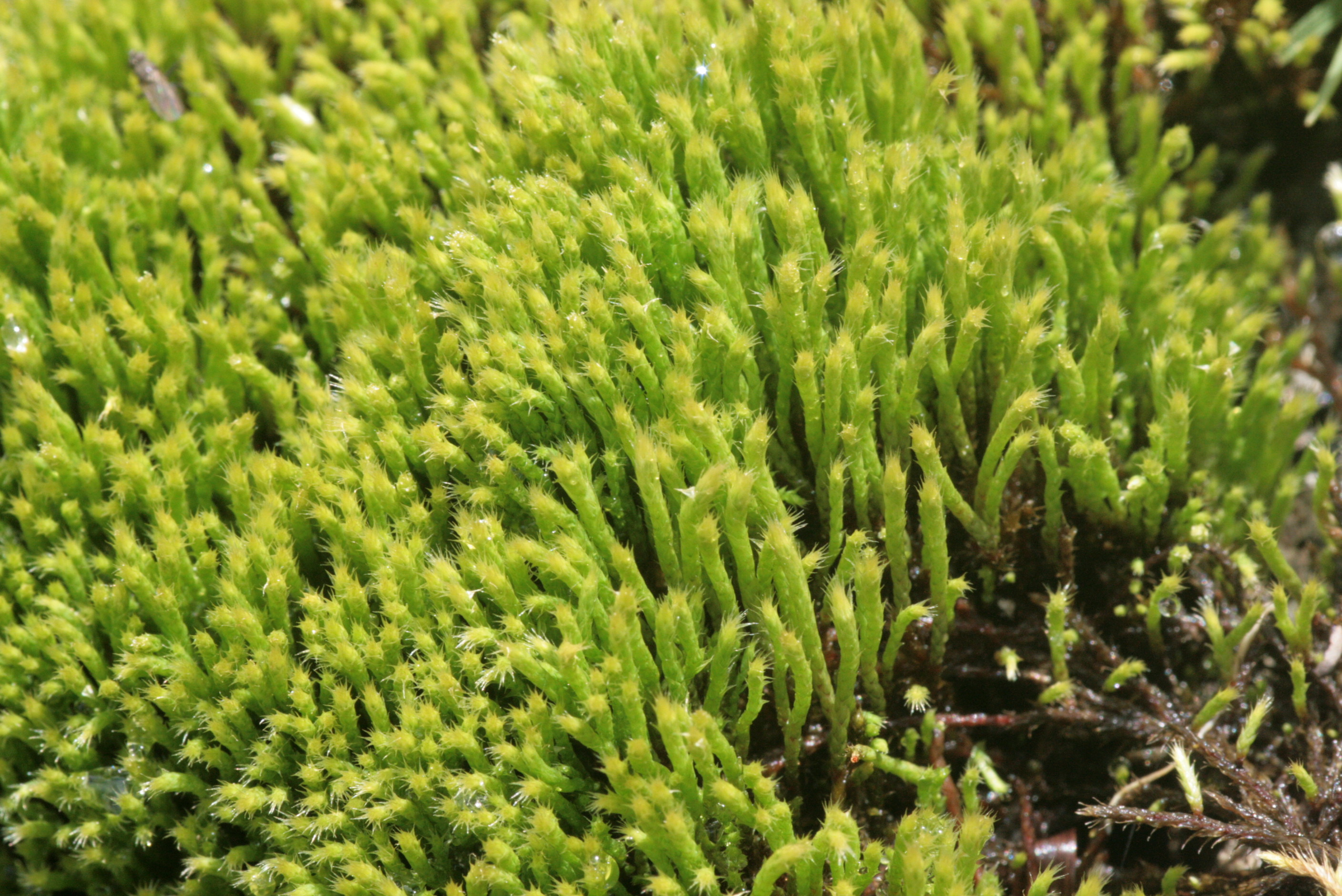
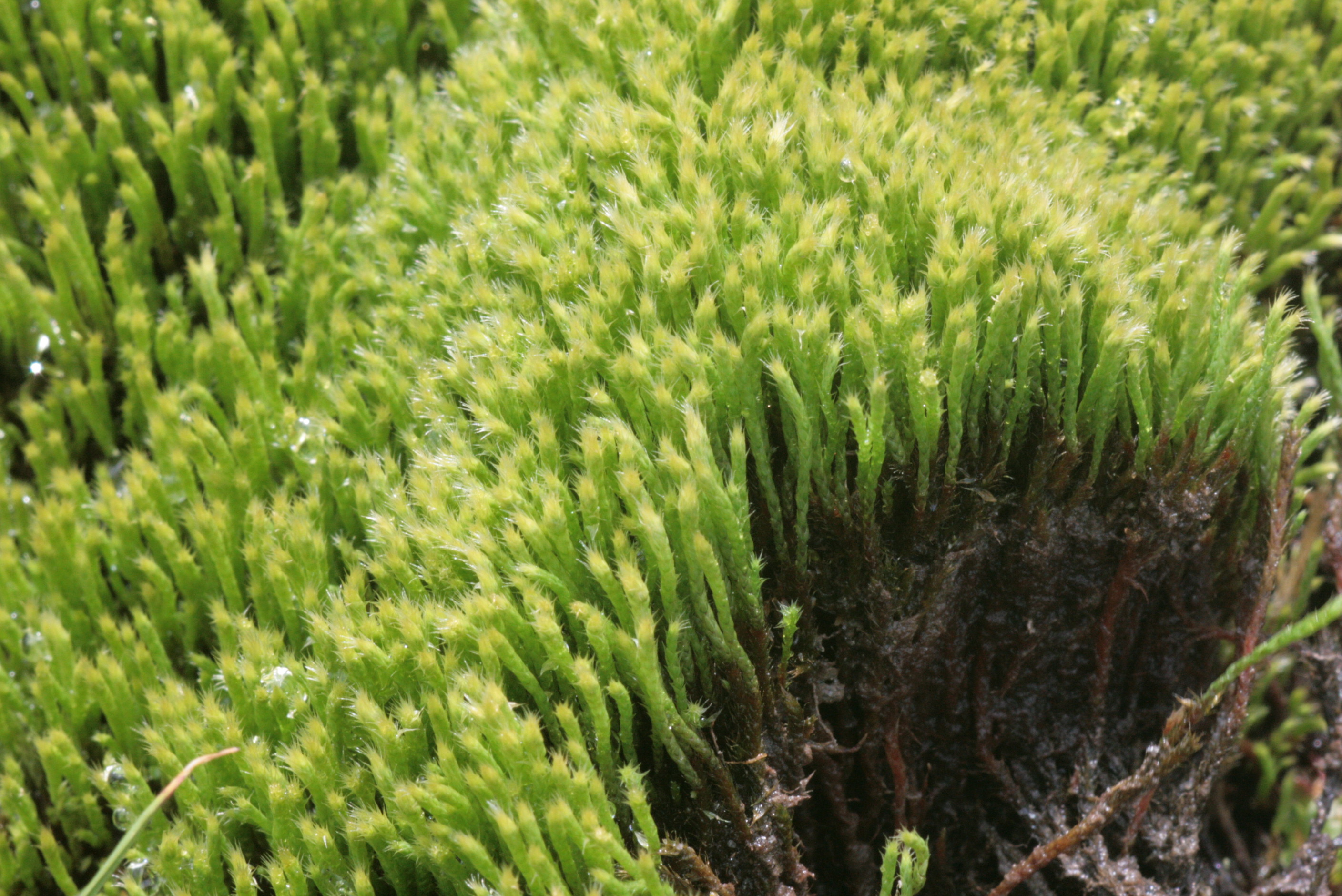
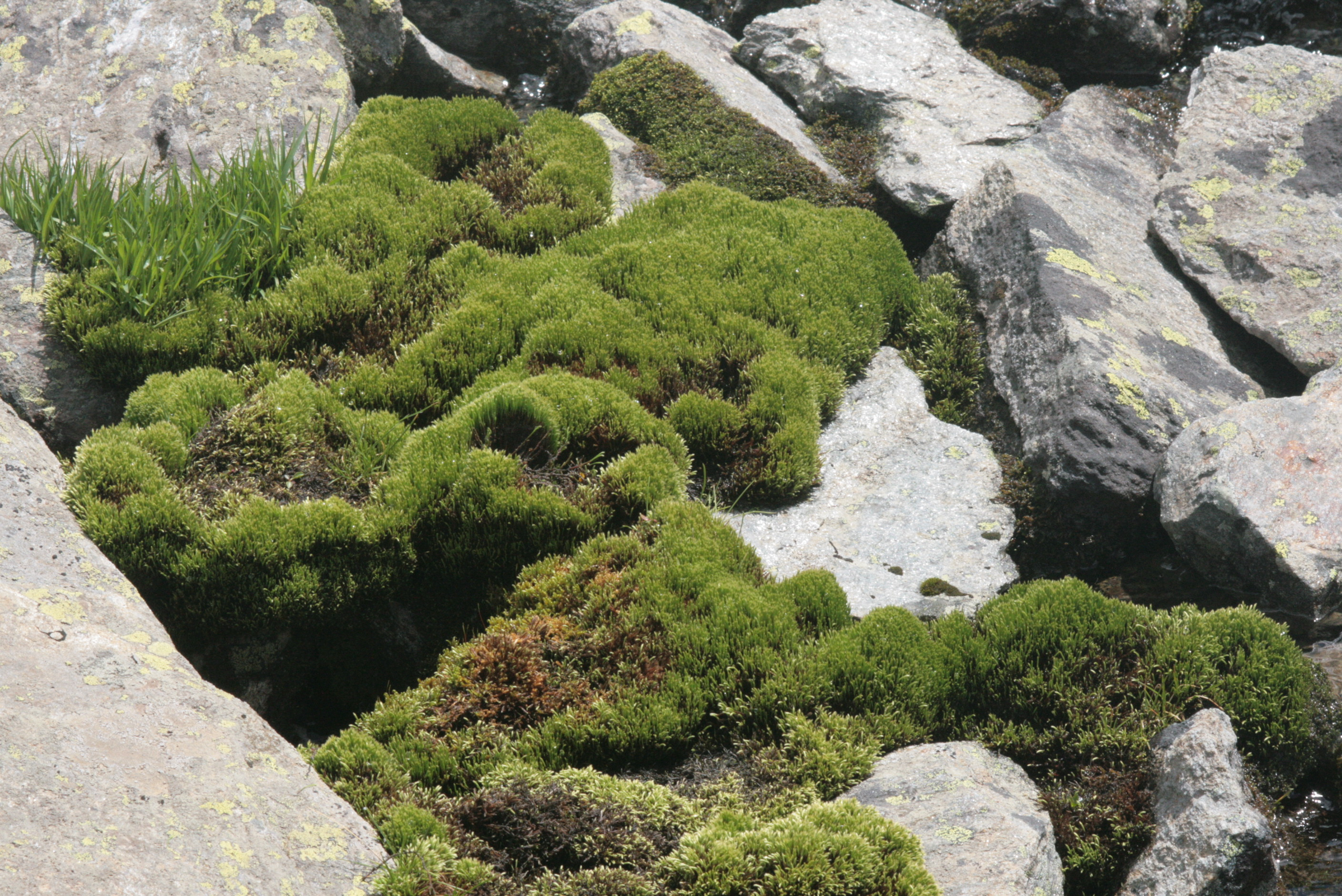